# Tratado Naval de Londres
O Tratado Naval de Londres, oficialmente o Tratado Internacional para a Limitação e Redução do Armamento Naval, foi um tratado de controle armamentista assinado em 22 de abril de 1930 pelo Reino Unido, Estados Unidos, Japão, França e Itália. Ele foi um sucessor do Tratado Naval de Washington de 1922 e tinha o objetivo de abordar e sanar alguns buracos deixados por seu predecessor, especialmente em limitações sobre a construção de submarinos e cruzadores.

## Termos
A assinatura do Tratado Naval de Londres entre Reino Unido, Estados Unidos, Japão, França e Itália veio depois da Conferência Naval de Londres, realizada entre janeiro e abril de 1930. Ela foi a terceira conferência pós-Primeira Guerra Mundial que tinha o objetivo de limitar as capacidades navais das maiores potências do mundo, depois da Conferência Naval de Washington que resultou no Tratado Naval de Washington em 1922 e da Conferência Naval de Genebra em 1927.
Reino Unido, Estados Unidos e Japão concordaram em manter a proporção de navios capitais em 5:5:3 (para cada cinco couraçados que britânicos e norte-americanos tivessem, os japoneses poderiam ter três) que fora estabelecida no Tratado Naval de Washington. Entretanto, o Japão pressionou para que a proporção de navios auxiliares fosse aumentada para 10:10:7; os Estados Unidos se opuseram, porém acabaram cedendo. O acordo final estabeleceu uma proporção de 10:7 em cruzadores rápidos e contratorpedeiros e uma proporção de 10:6 em cruzadores pesados. O tratado também deu paridade aos japoneses em submarinos, porém franceses e italianos não aceitaram essas novas proporções. Entretanto, dada à Grande Depressão, os cinco países concordaram em manter o acordo de não construção de novos navios capitais até 1937.
A tonelagem máxima para cruzadores rápidos também foi abordada. Os Estados Unidos se opuseram a qualquer limite abaixo de dez mil toneladas, pois cruzadores rápidos menores seriam de pouco uso aos norte-americanos dado seu envolvimento nas Filipinas e no Sudoeste Asiático. Os outros quatro países estavam mais dispostos a aceitar o limite de sete mil toneladas proposto pelos britânicos, porém os norte-americanos recusaram-se a ceder e o limite de dez mil toneladas foi aceito. Também foi estabelecida uma tonelagem máxima para cruzadores (339 mil para o Reino Unido, 323,5 mil para os Estados Unidos e 208 850 para o Japão) e um número máximo de cruzadores pesados (dezoito, quinze e doze, respectivamente).

## Consequências
O Tratado Naval de Londres acabou estabelecendo limites acima das capacidades de construção de alguns dos países. Os Estados Unidos, por exemplo, embarcaram em um programa de construção depois da aprovação do tratado para acabar com a diferença de tonelagem que tinham direito. Esse programa ajudou a aliviar um pouco o desemprego gerado pela Grande Depressão.
As potências navais se encontraram novamente em dezembro de 1935 em Londres para renegociarem os tratados, já que eles estavam para acabar no ano seguinte. Entretanto, o Japão abandonou suas obrigações aos Tratados Navais de Washington e Londres em 1934 e começou a planejar navios capitais maiores que os limites do tratado. Reino Unido, Estados Unidos e França acabaram sendo os únicos signatários do Segundo Tratado Naval de Londres, assinado no dia 25 de março de 1936.